# Puig de la Caritat (Ogassa)
El Puig de la Caritat és una muntanya de 1.303 metres que es troba al municipi d'Ogassa, a la comarca catalana del Ripollès.